# Pientia Selhorst

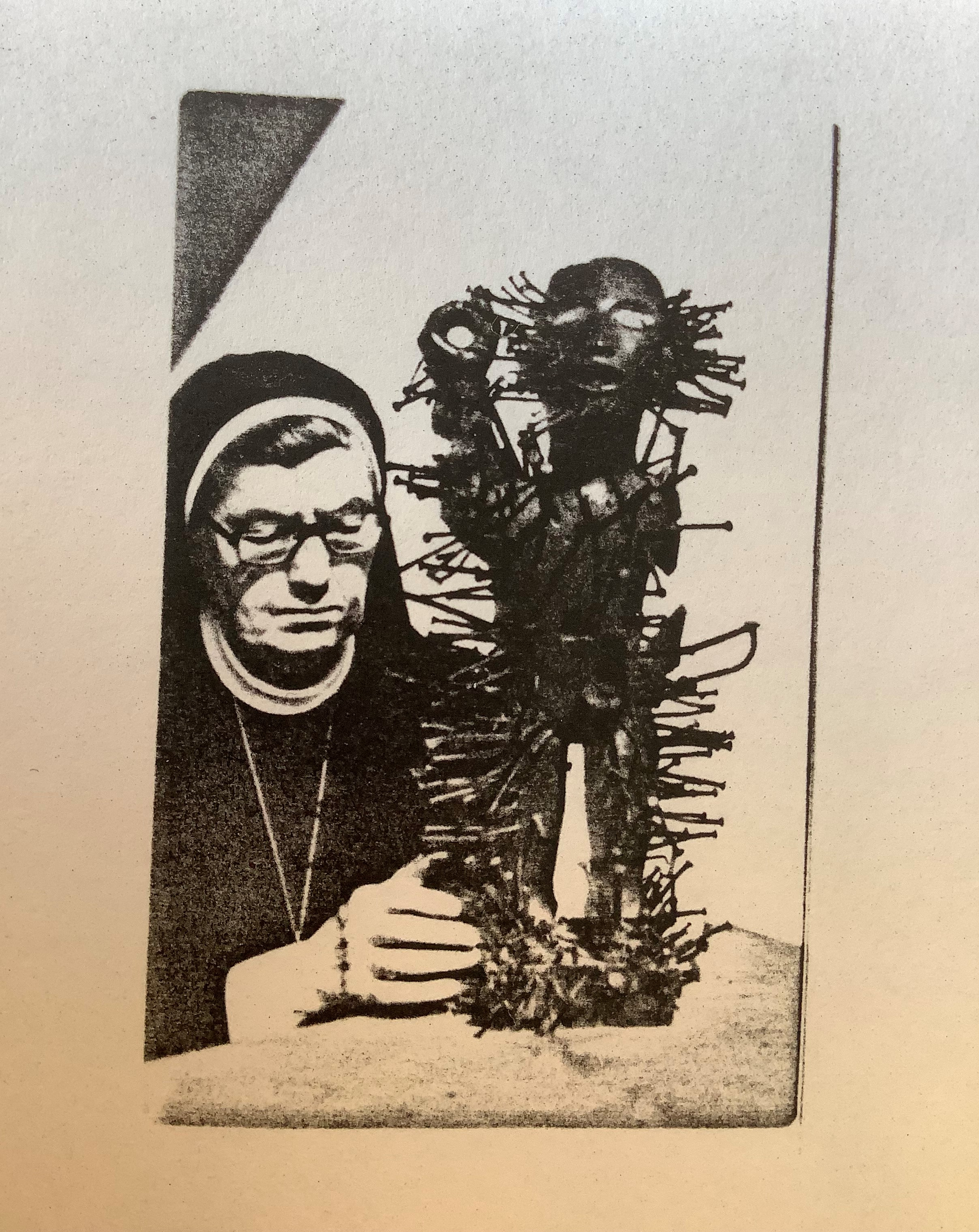
Sr. Pientia vor einem Kunst-Objekt-Fetisch eines ihrer Kunststudenten, Museum 1972–76

Pientia Selhorst, CPS; bürgerlicher Name Josefa/Josepha Anna Maria Selhorst, genannt Sefchen/Sephchen; (* 20. Dezember 1914 in Rietberg, Westfalen; † 11. Juni 2001 Missieklooster Heilig Bloed Aarle-Rixtel in Beek en Donk, Provinz Nordbrabant, Niederlande) war eine deutsche Mariannhiller Missionsschwester vom kostbaren Blut (CPS  – congregatio pretiosi sanguinis) sowie Künstlerin und Kunstpädagogin. Sie war in Südafrika tätig und galt als „one of South Africa’s leading religious artists“. Ihr Ordensname war Sr. Maria Pientia, Sr. M. Pientia Selhorst bzw. Sister Mary Pientia.

## Leben

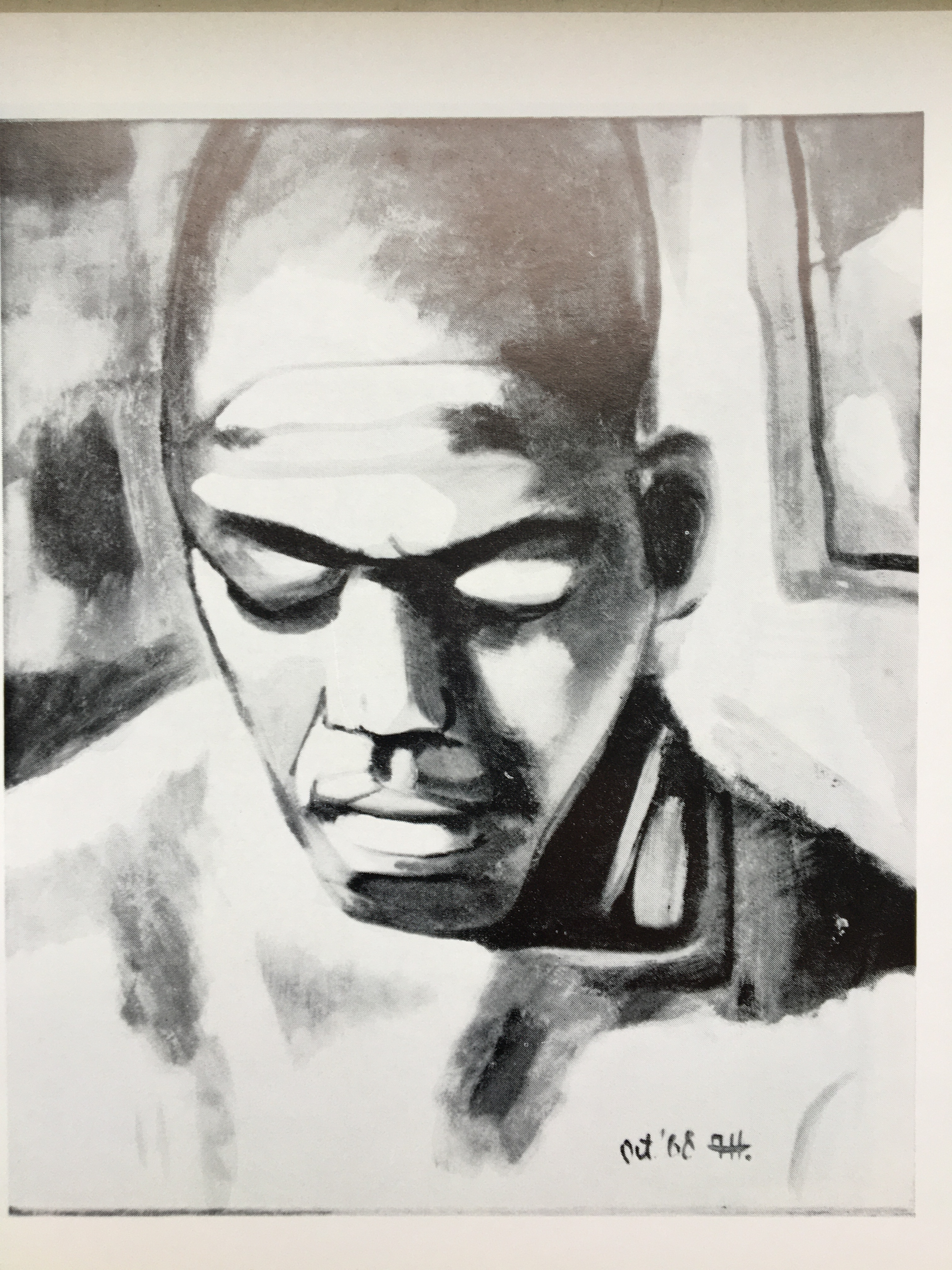
Sr. Pientia Selhorst, Bildhauer Joseph Dlamini, Oct. 68 (Öl), 45 cm × 54 cm

Selhorst war die älteste Tochter des Holzbildhauers und Leiters einer Werkstatt für Christliche Kunst, Hermann Selhorst (* 1877 auf dem Hof Selhorst im Ortsteil Selhorst bei Langenberg/Westfalen, jetzt Kreis Gütersloh; † 1931 in Nordhagen/Westfalen), und der Anna Angela, geb. Büsing; ihr älterer Bruder ist der Kunsthistoriker Stephan Selhorst. Sie besuchte von 1931 bis 1933 die Klosterschule Neuenbeken bei Paderborn, legte dort ihr Abitur ab und wurde Mitglied der Mariannhiller Missionsschwestern vom Kostbaren Blut (CPS) im Missionshaus des Provinzialats Neuenbeken. Bei ihrer Profess am 1. Juli 1937 erhielt sie – mit dem Profess-Spruch Eph 3, 19 „Ihr sollt die Liebe Christi erkennen, die alle Erkenntnis übersteigt“ – den Namen Sr. Maria Pientia, Spitzname und Signatur Pin.
Nach Besuch der Zeichenschule im Mutterhaus des Ordens, Heilig-Blut in Aarle-Rixtel in der niederländischen Provinz Nordbrabant 1934/35, wurde sie nach Mariannhill/Südafrika entsandt und erreichte am 8. Juni 1938 in der letzten Missionarinnengruppe vor Kriegsbeginn Durban. Sie studierte von 1941 bis 1947 Senior Lecturer in Fine Art bei der Malerin und Professorin Rosa Somerville Hope (* 8. Juni 1902 in Manchester, England; † 7. Mai 1972 in Kokstad, Südafrika) an der Universität von Natal in Pietermaritzburg mit dem Abschluss des Bachelor of Fine Arts. Mit Miss Hope als ihrer Freundin brach sie zu zahlreichen Studienreisen nach Europa auf. Zur Spezialisierung auf die Gestaltung von Glasfenstern in Kirchen konnte sie sich 1956/1957 an der Kunstakademie Düsseldorf unter ihrem Förderer, dem gerade nach Düsseldorf berufenen Professor für Glasmalerei Georg Meistermann, in dessen Klasse für Monumentalmalerei für Kirchenraum-Flächen weiter ausbilden lassen; daneben studierte sie beim stellvertretenden Akademiedirektor Otto Coester freie Graphik, speziell Lithographie. Durch den Kontakt zu ihrem Mitstudenten Gotthard Graubner fand sie eine Hinwendung zum Konstruktivismus und der Zweidimensionalität der Fläche. Sie arbeitete als Art Lecturer am St. Francis College des Ordens in Mariannhill/Durban in der Provinz Natal (jetzt Mariannhill Secondary Independent School), das von ihrer jüngeren Schwester, Maria Selhorst (genannt Mia, 1916–1990, Ordensname Sr. M. Dominica, 1948 nach Südafrika entsandt) geleitet wurde, und regte auch Veränderungen der Liturgie in Anlehnung an afrikanische Traditionen an. Am College arbeitete sie beispielsweise mit Benedict Wallet Vilakazi zusammen, der als erster schwarzer Südafrikaner 1946 mit einer Arbeit über die oralen Traditionen der Zulu und Xhosa promovierte. Ihre Silberne Profess feierte sie am Wirkungsort des Ordens Glen Avent Convent in Umtata, die Goldene im Missieklooster Heilig Bloed Aarle-Rixtel, Nordbrabant, denn nach Heimaturlauben in den Jahren 1967 und 1971 verließ Sr. Pientia Mariannhill 1981, um fortan in Europa auf Dauer zu wirken und ihr Kunstprojekt zu vermitteln.

## Werk

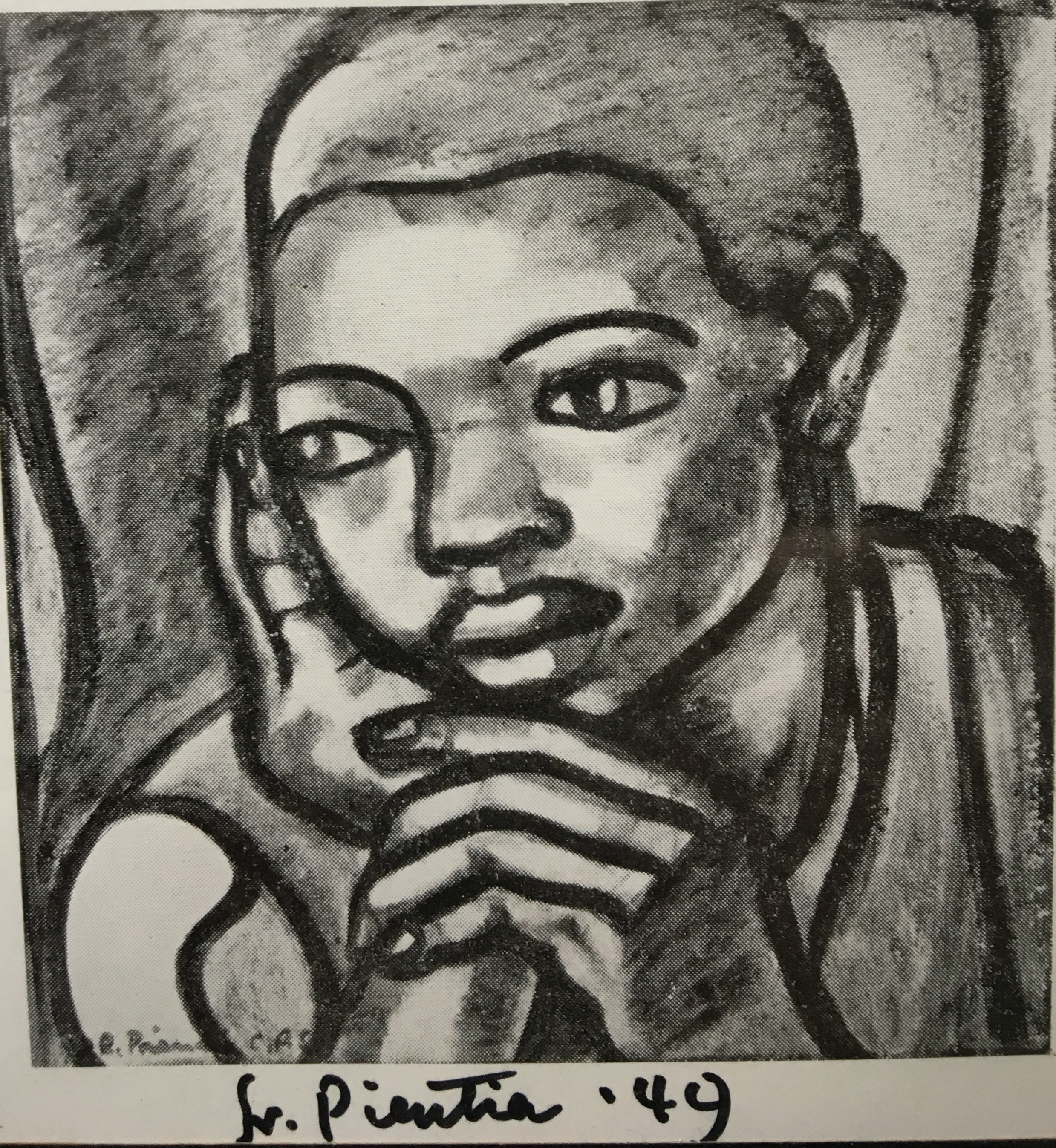
Porträt einer schwarzen Frau als Philosophin, Sr. Pientia, C.P.S., 1949

In ihrer Tätigkeit als Kunstpädagogin eröffnete sie ein Studio mit Kunstwerkstätten für Malerei und Mosaik. Dabei übersetzte sie das Leitmotiv des Zweiten Vaticanums, das Aggiornamento, als Öffnung der Kirche für diese Welt vor allem in Liturgie und äußerer Erscheinung, in ein durch intrinsische Motivation und Faszination als „mystical approach“ (Selhorst, nach Leeb-du Toit) gefasstes Kunstprinzip der Enkulturation („a form of ‚acculturated primitivism‘“, Leeb-du Toit). Gemeint war damit die Förderung der Kunst der Schwarzen in ihren diversen Stämmen im Kontext des bunten Vielvölkerstaates Südafrika („cross-cultural imperatives of inculturation“, Macdonald; „mysterious and elusive Africanness“, Macdonald). Ziel war die Entwicklung einer Christlichen Kunst und Symbolik, die auf der Grundlage der Bedeutung der afrikanischen Masken für die Moderne Kunst, vor allem bei Picasso, das „Primitive“ als Abstraktion und Inspiration des Kubismus würdigt („Negro art“, „Picasso Primitif“, Exposition 2017) und weiterentwickelt („a more syncretic, authentically ‚African‘ expression of Christianity“, „Zulu Christian iconography“, Leeb-du Toit).
In ihrem eigenen Kunstschaffen, vor allem ihren Porträts in Kreide bzw. in Öl mit schwarzen Konturen, akzentuierte sie in europäischen Gesichtern negroide Gesichtszüge und parallel dazu in den Gesichtern der Schwarzen eine hermaphroditische Schönheit, die auch die europäischen Betrachter als Ästhetik ergreifen. Dazu verwandte sie als Medium den Linolschnitt, durch den bei schwarzem Hintergrund die Konturen weiß heraustreten, so dass wie in einem Vexierbild der Schwarz-Weiß-Kontrast als Gleichnis sowohl der Variabilität als auch der Ebenbürtigkeit erscheint. In dem von Apartheid geprägten südafrikanischen Umfeld, aber auch in den Strukturen der Gemeinschaft der europäischen Missionare und angesichts des unhinterfragten Imports konventioneller Kirchenkunst, in der Christus stets als Weißer dargestellt wurde, war dies eine Herausforderung. Sr. Pientias Würdigung einer genuin afrikanischen Theologie und ihr Buchprojekt unter dem Titel des Gottesnamens der Zulu, „Unkulunkulu“, kann in den Kontext des reformerischen Ansatzes des Religionsphilosophen Afrikas, John Samuel Mbiti, gestellt werden. Sie trat damit auch gegen den Ikonoklasmus (Macdonald) der älteren Missionarsgeneration an, die die „primitive“ und „heidnische“ afrikanische Kunst bekämpfte.
Der Kirchenbau wurde zugunsten der im südlichen Afrika traditionellen Kraal-Architektur in einen Rundbau verändert: Damit wird ein „Platz“ generiert für Formen gemeinschaftlichen Lebens, es bildet sich ein geschützter Rahmen für einen demokratisch-dialogischen Austausch, er ist auch Sinnbild der Methode des Bibel-Teilens als Integration der Laien und architektonische Vision in Richtung einer partizipativen Basisgemeinde (exemplarisch der Grundriss der Church of the Holy Cross, McKay’s Nek Transkei). Hier wird das Anliegen sichtbar, dass Gott bei und mitten unter den Menschen ist – im Sinne des 1962 von der Südafrikanischen Bischofskonferenz gegründeten Lumko-Instituts in Johannesburg, gleichsam unter dem Motto: „die Kirche im Dorf lassen“. Durch die Zusammenarbeit mit Bischof Johannes/John Baptist Rosenthal, Bischof von Queenstown (1903–1972), war die Umsetzung dieser Idee in der Zeit von 1958 bis 1960 möglich und erfolgreich. Die Gestaltung der Christus-, Madonnen-, Heiligen- und Engel-Figuren als Schwarze sowie die „afrikanisierten“ Kreuzweg-Stationen drücken das solidarische Mitleiden auf dem Leidensweg der schwarzen Bevölkerung aus. Ihr Stil wird beschrieben als „symbolhaft, eindrucksvoll und farbkräftig“. Sie griff auch Holzdrucktechniken der Schwarzen auf und transformierte profane wie religiöse Motive ins Serielle, ein Fries mit Mäander-Mustern, eine Iteration und Lebenswelteinbettung im Sinne der Benediktinischen Ordensregel Ora et labora. Hier wird Selhorsts These von der Komplementarität „Werkkunst = Kunstwerk“, die sie ins Interkulturelle erweitert, von der „neglected tradition“ der südafrikanischen schwarzen Künstler zu ihrer Integration in die zu schreibende Welt-Kunst-Geschichte („a cross-cultural African sacred art was developed“, Nieder, S. 96; „the advancement of both secular and liturgical art“, Leeb-du Toit, 2003, p. 95). Sr. Pientias Bilder sind in südafrikanischen öffentlichen Gebäuden ebenso präsent wie in Kirchen und Missionshäusern und die Werke ihrer Schüler.
Die Ordensfrau war auch ordenspolitisch als historisch-hermeneutische Erforscherin der benediktinisch-zisterziensischen Missionsmethode tätig. Sie wurde von der Generalleitung der Missionare von Mariannhill (CMM) 1972 in deren Generalat in Rom berufen, um diesen Ort im Geist des Ordensgründers Abt Franz Pfanners zu gestalten, aber auch dessen Bezug auf die Ordensgründer Benedikt von Nursia und Bernhard von Clairvaux darzulegen. Sr. Pientia gelang dies nach dem Zeugnis zahlreicher Missionarinnen und Missionare sowohl auf spiritueller Ebene wie im künstlerischen Ausdruck: Sie erstellte Illustrationen zu einer Neuausgabe des Katechismus in der Xhosasprache und richtete auch zahlreiche Missionsmuseen als Dokumentation der Tätigkeiten ein bzw. gestaltete die Lebens- und Arbeitsräume der Missionarinnen und Missionare in deren Häusern insgesamt in einer spirituell-künstlerischen Gesamtform und mit Respekt vor den Kulturen der Völker, in denen missioniert wurde (z. B. Generalat der Mariannhiller in Rom, Schloss Riedegg in Oberösterreich, Reimlingen, Würzburg [Missionare von Mariannhill. Deutsche Provinz] 1977 im Turm der Mariannhiller St. Pius-Kirche; Gründerin des Missionsmuseums im Mutterhaus Menzingen [Schwestern von Heiligen Kreuz], Kanton Zug, Schweiz).

## Schüler
Selhorst gründete 1960 ein Kunstzentrum „Lumko Art Centre/Lumko School“ in Queenstown („African Art Center“, Kwa Zulu-Natal). „Lumko“ heißt „Weisheit“ in der Sprache der Xhosa. Die Schule verfolgte zwei Ziele: „die Verkündigung der Frohbotschaft im afrikanischen Gewand“ und „das einheimische Kolorit in der Bauart und Dekoration“ aller öffentlichen, darunter selbstverständlich auch sakralen Räume, beides „Frucht und Ausdruck der einheimischen Kunstschule, deren Seele die begabte Sr. Pientia“ war. Zu ihren bekanntesten Schüler zählen unter anderem:
- Duke (Ellington Sipho) Ketye (* 6. Juni 1943 Orlando, Soweto; † 13. Juli 2002, ebd.), seit 1960 im Lumko Art Centre, Art Teacher im St. Francis College Mariannhill 1976–1978, Stipendien und Ausstellungen in den USA und UK; seine Holz-Skulpturen und -Reliefs, z. B. zu den vier Jahreszeiten, schmücken öffentliche Gebäude wie Kirchen (1976 Church of Our Lady of the Assumption, Makwane, QwaQwa, Provinz Foreistata, Werkmotiv „Tänzerinnen“), 1979 Illustrationen zu einer Zulu-Bibel
- Joseph Dlamini († 1970 Mariannhill), hochbegabter, früh verstorbener Holzschnitzer von Kreuzen mit Korpus, Madonnen sowie südafrikanischen Wild- und Haus-Tieren (z. B. im Sprung)
- Michael Mbebe (Werke in den Niederlanden)
- Patrick Mokhuane (* 1952 Simonstown) überzeugt durch die Farbigkeit seiner Gemälde.
- Albert Ndlovu (Zulu)
- Rosina Qwalana (in McKay’s zuhause)
- Frans (Franz) Hodi (* 1937 Cathcart district; 1988 als verschollen bezeichnet), der bei P. Selhorst von 1960 bis 1967 studierte und die Bantu-Kunst in die Moderne weiterentwickelte und schon 1965 auf der internationalen Bantu Inter Faith Art Exhibition in Durban ausstellte. Kennzeichnend sind Hodis Darstellungen des Liquiden, sowohl im Alltag („Wäscherinnen“) als auch in der biblischen Ikonographie („Infant Moses“).
- George Unbeku (Zulu)
- Michael Gagashe Zondi (1926–2008)[8], ein international bekannter Holzskulpteur, wird ihrer Schule zugeordnet.
- Eine logische Weiterführung des ästhetisch-spirituellen künstlerischen Schaffens von Sr. Pientia stellt das Werk Dina Cormicks (* 1942) dar, die mit ihren miniaturisierten Altarschreinen an die traditionellen femininen, von Männern und Priestern nicht kontrollierten Traditionen häuslicher, quasi „privatreligiöser“ Verehrung Christi anknüpft.[9]

Darüber hinaus arbeitete Selhorst mit dem Maler, Grafiker und Holzschnitzer Professor John Watt (Jack) Grossert (1913–1997) zusammen, dem Organizer of Arts and Crafts der Division of Bantu Education im Departement of Native Affairs von Natal in Pietermaritzburg. Gemeinsam erfüllten sie 1959 die Auftragsarbeit „Introducing Arts and Crafts as a subject in the Bantu Education curriculum“, deren Ergebnisse im Killie Campbell Africana Museum Durban und der Campbell Collection dokumentiert sind.

## Sonstiges
Ein Artikel von Pientia Selhorst, Art and the Spreading of the Gospel, spielt eine Rolle im Roman Aurora 7 (1991) des amerikanischen Autors Thomas Mallon, der das Leben einer Reihe von Personen im Jahr 1962 behandelt, während Scott Carpenter gleichzeitig in seiner Raumkapsel Aurora 7 die Erde umkreist.

## Ausstellungen
- Pietermaritzburg, University of Natal, The Departement of Fine Arts (1948)
- Delbrück, Katholisches Jugendheim (13.–25. November 1949), Heimatverein für das Delbrücker Land / Landesmuseum für Kunst und Kunstgeschichte Münster,  in einer Kunstausstellung heimischer Künstler, eröffnet durch die Kunstexpertin Frau Baronin Spies zu Büllesheim geb. Maria Hallermann
- Rom/Vatikan in der Ausstellung „Kunst der Missionen/Exhibition of the Art of the Missionlands“ anlässlich des Heiligen Jahres (1950)
- Wanderausstellung „Unkulunkulu [höchstes Wesen in der Religion der Zulu, Schöpfer aller Dinge und Urvater, der Große-Große]“ (1956) als Zeugnis 'aktueller afrikanischer Kunst', Schloss Raesfeld mit niederländischen Partnern, unter der Leitung ihres älteren Bruders, des Kunsthistorikers und Journalisten Professor Stephan Selhorst (Werkkunstschule Münster)
- Rietberg (1956) unter der Leitung ihres älteren Bruders (s. o.)
- Heimatmuseum Münsterland Telgte, Marienbilder aus Missionsländern (1969)
- Cervo (Ligurien), Italien (1971) unter der Leitung ihres älteren Bruders (s. o.)
- VHS Arnsberg Neheim-Hüsten (Mai/Juni 1974), Katalog-Layout und Würdigung durch den katholischen Publizisten Erich Kock (Köln) unter dem Titel „Das Handwerk, zu dem einer geboren ist“ und programmatischem Motto-Text von Fernand Léger, die Eröffnungsrede hielt die Afrikanistin und Publizistin Magdalena Padberg (Eslohe)
- VHS Reckenberg-Ems / Pfarrzentrum St. Johannes-Baptist Rietberg (9.–17. Mai 1981) unter der Leitung ihres jüngeren Bruders, des Heimatpflegers und Rektors Bernhard Selhorst (Rietberg)
- Mariannhill, 100-Jahr-Feier des Klosters (1982)
- Delbrück, Dokumentation der Missionsarbeit von Delbrückern (organisiert von Claudia Masuth) (2006)
- „Studio Mariannhill“, in Abwesenheit der Künstlerin katalogisiert und als Museum eingerichtet durch John Watt („Jack“) Grossert (1991)
- „Studio Brabant“ im Missionshaus/Mutterhaus Aarle-Rixtel, Niederlande (1993)
- „Studio Musenorth“, Archiv im Aufbau, erstellt von Maria Behre (Aachen), der Tochter der jüngsten Schwester Pientia Selhorsts, Thea Behre

## Werke (Auswahl)
- 1949 Alter Mönch aus Mariannhill
- 1949 Europäische Kinder
- 1949 Zulumädchen aus Mariannhill

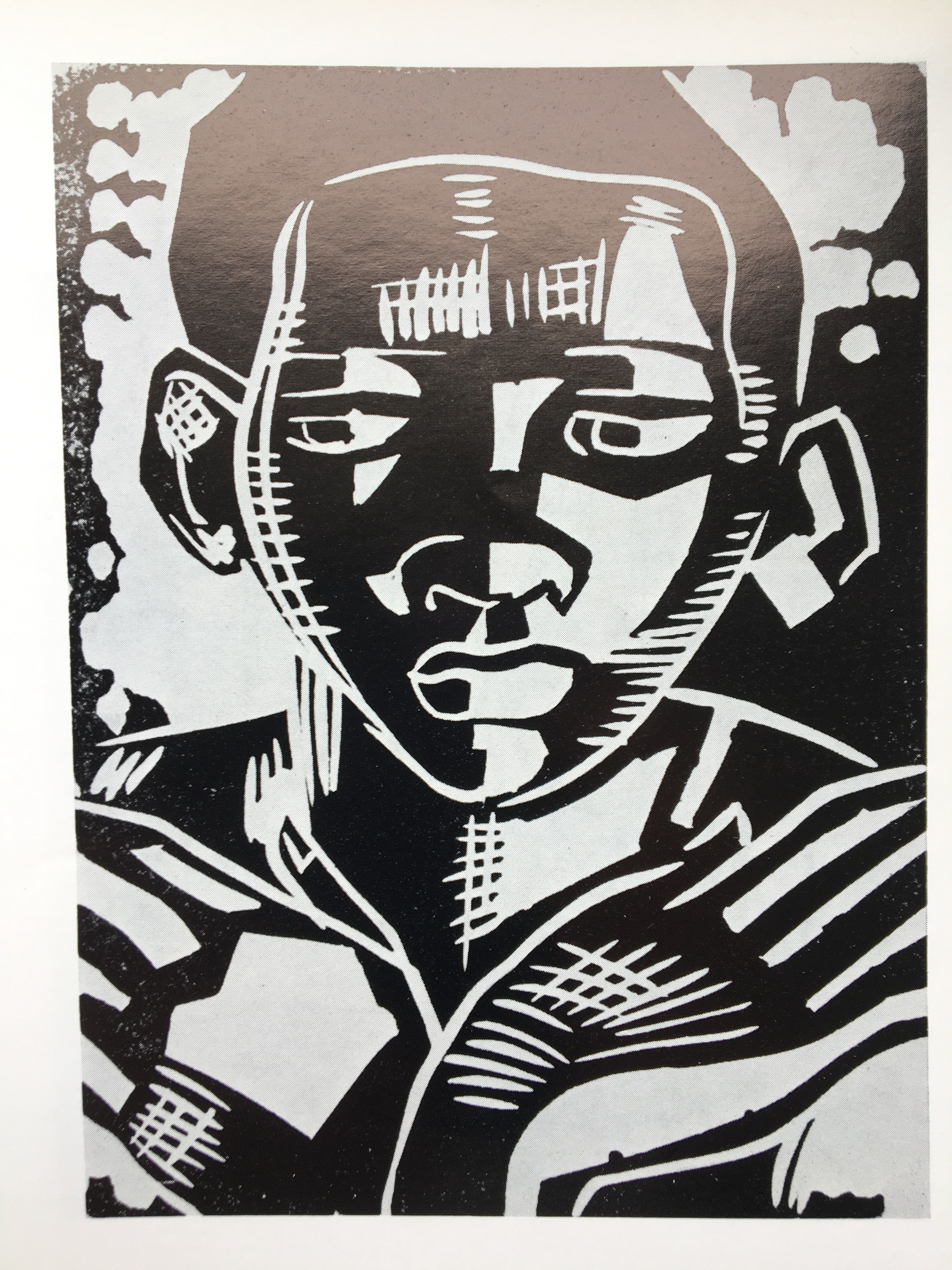
Afrikaner, 1953

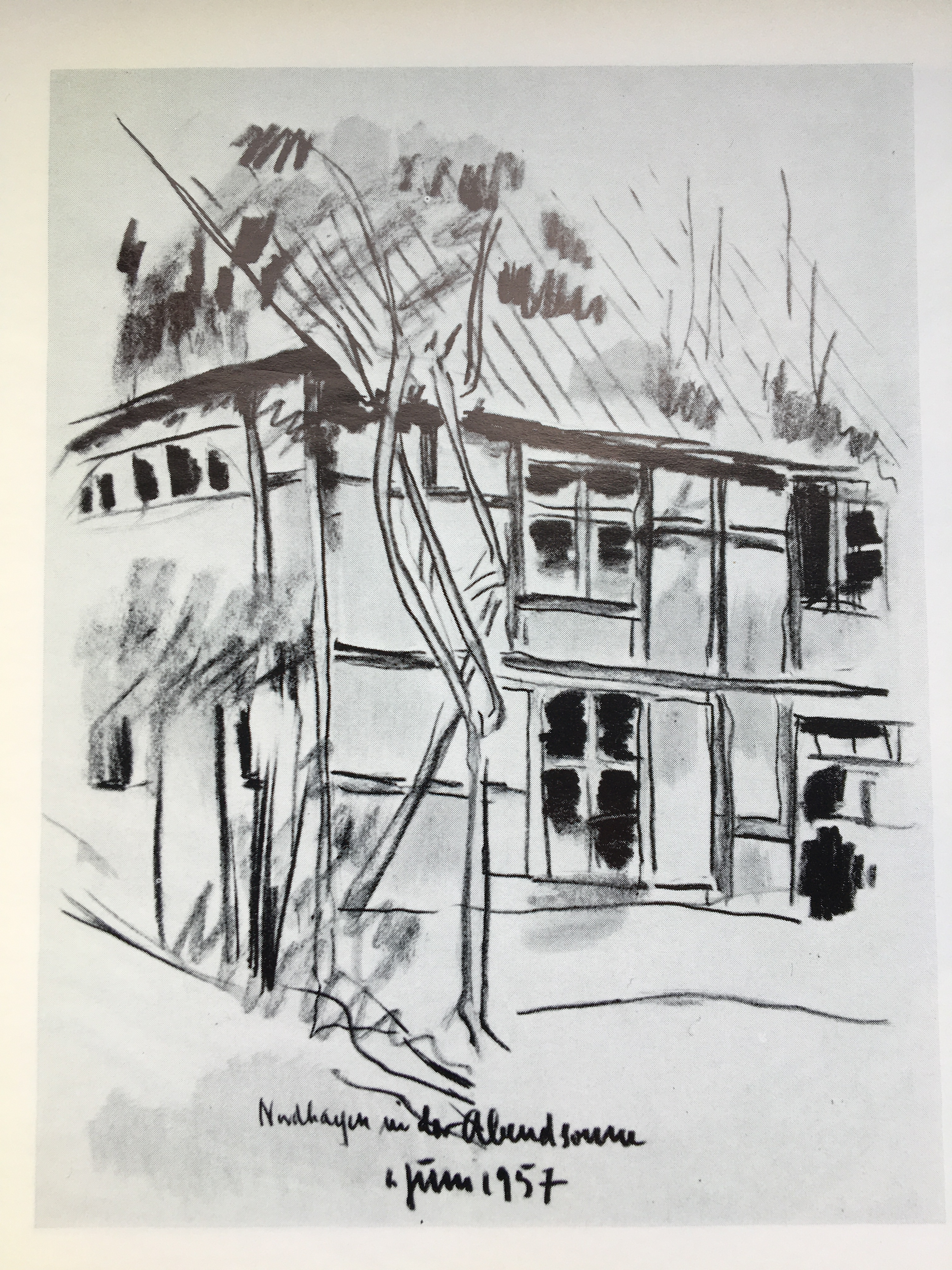
Nordhagen in der Abendsonne, 1957

- 1949 Inder-Mädchen oder Verkündigung
- 1950 Märtyrer von Uganda, Vatikan
- 1950 Poudo-Zauberin
- 1952 Garten des Schwestern-Convents Mariannhill
- 1952 St. Mary’s Hospital Mariannhill
- 1953 Afrikane
- 1954 Church of Christ the King, Zigudu, Transkei
- 1954 Wohin gehen wir?, Paris, Privatsammlung
- 1954 Porträt-Studie Joan Smith, Anglican Missionary (Brauner Kopf) (Öl)
- 1954 Gemälde in der Kirche in Zigudu
- 1955 Kapelle des Schwestern-Convents Mariannhill
- 1957 Maskerade, Arbeit im Seminar bei Georg Meistermann, Kunstakademie Düsseldorf
- 1957 Nordhagen in der Abendsonne (Kreide)
- 1959 Stillleben mit Vasen, Kohlezeichnung
- 1959 Cathedral of Christ the King, Queenstown, Eastern Cape (dazu Erläuterungsbroschüre, Queenstown Printing and Publishing Company 1959)
- 1959 Church of the Holy Cross, McKay’s Nek, Transkei
- 1959 St. Michael and All Saints Church, Catechetical Training Centre, Lumko near Lady Frere, Transkei (zusammen mit Rosina Qwalana)
- 1960 Cathedral of the Sacred Heart, Bloemfontein
- 1960 zusammen mit Frans Hodi Kreuzweg in Mariannhill
- 1964 Kirchenneubau der Missionsstation in Embakwe, heute Kwekwe (Provinz Midlands), Süd-Rhodesien, heute Simbabwe, Auftragsarbeit von Ölgemälden durch P. Adalbert Ludwig Balling
- 1964 Liebesmahl
- 1968 Bamboo Mountain Drakensberg (Oil on masonite, Coll: DAG 1968)[12]
- 1968 Kimberley: Arbeiterwohnungen der Diamantensucher
- 1971 Adam leaves the Garden of Eden[13]
- 1976 Porträt ihres ältesten Bruders Stephan Selhorst
- 1978 Sr. Pientia, P. Anton Loetscher: Kreuzweg für Betagte und Kranke. Kanisius Verlag, Freiburg im Üechtland 1978, 5. Auflage 1985, ISBN 3-85764-055-3.
- 1988 Papas letztes Atelier („Gerüst aus Kaunitz - menschlichster Tempel“) (Öl)
- Altar-Kreuz in der Kirche/Schwestern-Kapelle des Herz-Jesu-Heims Ixopo (Südafrika) (vor 1981)
- Kreuz im Heritage Center der Missionsstation Emaus in den Skimpers Nek Bergen (o.A.)